# مارکو برامبیلا
مارکو برامبیلا (ایتالیایی: Marco Brambilla؛ زادهٔ ۱۹۶۰) یک کارگردان، و عکاس اهل ایتالیا است.
از فیلم‌های او می‌توان به غیرممنوعه اشاره کرد.